# Wilfried Louis
Wilfried Louis (né le 25 octobre 1949 en Haïti) est un footballeur international haïtien, qui évoluait au poste de défenseur.

## Biographie

### Carrière en club
Il joue en faveur du club haïtien de Don Bosco.

### Carrière en équipe nationale
Avec l'équipe d'Haïti, il figure dans le groupe des 22 joueurs qui participe à la Coupe du monde de 1974. Lors du mondial organisé en Allemagne, il ne joue qu'un seul match, contre l'Argentine.